# ماينارد كليمونز
ماينارد كليمونز هو محامي وسياسي أمريكي، ولد في 11 ديسمبر 1866، وتوفي في 18 نوفمبر 1946. نشط حزبياً في الحزب الجمهوري. وقد انتخب عضو مجلس نواب ماساتشوستس ‏.